# 圣让斯卡佩勒
圣让斯卡佩勒（法語：Saint-Jans-Cappel，法語發音：[sɛ̃ ʒɑ̃s kapɛl]）是法国上法兰西大区北部省的一个市镇，位于该省中西部，属于敦刻尔克区。

## 地理
圣让斯卡佩勒（50°45'47"N, 2°43'18"E）面积7.96 平方千米，位于法国上法蘭西大區北部省，该省份为法国最北部的省份及最长的省份，西北濒北海，西接加来海峡省，南至埃纳省和索姆省，东与比利时接壤。
与圣让斯卡佩勒接壤的市镇（或旧市镇、城区）包括：博斯凯普、巴約勒、贝尔滕、梅特伦。
圣让斯卡佩勒的时区为UTC+01:00、UTC+02:00（夏令时）。

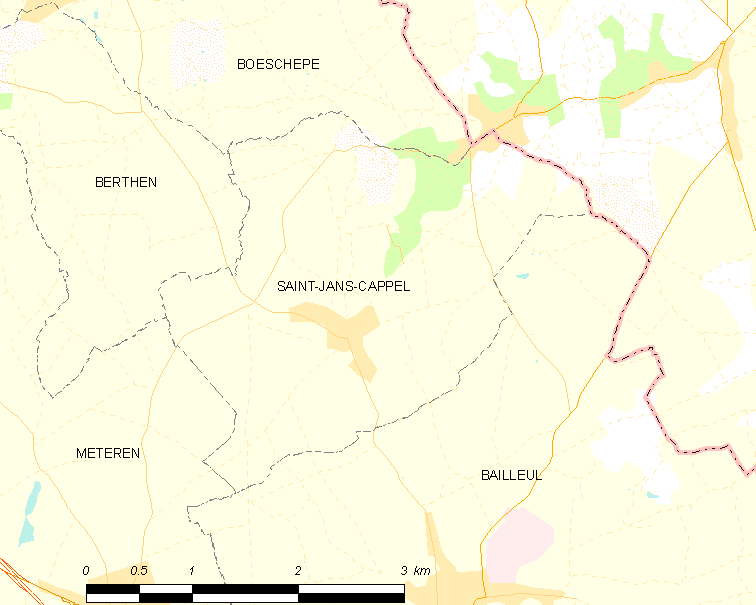
圣让斯卡佩勒的OSM定位图

## 行政
圣让斯卡佩勒的邮政编码为59270，INSEE市镇编码为59535。

## 政治
圣让斯卡佩勒所属的省级选区为巴约勒县。

## 人口

1962-2008年间圣让斯卡佩勒人口变化图示

圣让斯卡佩勒于2022年1月1日时的人口数量为1609人。